# Indigofera pulchra
Espèce
Synonymes
- Indigofera dupuisii Micheli[1]

Indigofera pulchra est une espèce de plantes à fleurs de la famille des Fabaceae et du genre Indigofera, présente en Afrique tropicale.

## Description
C'est une herbe annuelle ramifiée (ou petit arbuste), pouvant atteindre 1,5 m de hauteur. Elle possède de petites fleurs rouge-orangé.

## Distribution
L'espèce est présente en Afrique de l'Ouest et de l'Est, également en Angola.

## Habitat
On la rencontre en lisière de forêt, dans les savanes ouvertes et les endroits dégradés, de préférence humides.

## Utilisation
En construction elle est employée en association avec des graminées de toiture.
En médecine traditionnelle on y a recours pour traiter l'anthrax et le craw-craw, une forme d'onchocercose.

## Liste des variétés
Selon Tropicos (3 juin 2020) (Attention liste brute contenant possiblement des synonymes) :
- variété Indigofera pulchra var. andongensis Hiern
- variété Indigofera pulchra var. pulchra